# Дирлоая
Дирлоая (рум. Dârloaia) — село у повіті Нямц в Румунії. Входить до складу комуни Биргеуань.
Село розташоване на відстані 281 км на північ від Бухареста, 22 км на схід від П'ятра-Нямца, 74 км на захід від Ясс.

## Населення
За даними перепису населення 2002 року у селі проживали 224 особи, усі — румуни. Усі жителі села рідною мовою назвали румунську.